# Mystery Dungeon: Shiren the Wanderer
Mystery Dungeon: Shiren the Wanderer (不思議のダンジョン２ 風来のシレン?, Fushigi no Dungeon 2: Furai no Shiren) è un videogioco roguelike sviluppato e pubblicato nel 1995 da Chunsoft per Super Famicom. Secondo titolo della serie Mystery Dungeon, il gioco è stato convertito per Nintendo DS e pubblicato da SEGA.